# König Cowboy
König Cowboy (Originaltitel King Cowboy) ist ein US-amerikanischer Stummfilmwestern unter Regie von Robert De Lacey mit Tom Mix und Sally Blane in den Hauptrollen. Der Film wurde von FBO Pictures produziert und basiert auf einer Originalstory von Stanner E. V. Taylor. Die Premiere des Films fand am 26. November 1928 statt. 1929 kam er im Deutschen Reich und in Österreich in die Kinos, in Österreich unter dem Titel Aufruhr im Orient.

## Handlung
Tex Rogers, der Vorarbeiter der Randall-Ranch, kommt mit einer Gruppe harter Cowboys in das kleine nordafrikanische Land El Kublai und sucht dort nach seinem Boss Jim Randall, der von habgierigen Kriegern der Rifkabylen entführt wurde. Randalls Tochter Polly wird von Abdul El Hassan, dem Emir, entführt. Tex rettet sie auf Kosten seiner eigenen Freiheit, doch Polly wird erneut von Abdul entführt. Tex entkommt aus dem Gefängnis und kämpft sich zu Abduls Palast durch, wo er Polly ein weiteres Mal rettet. Abdul wird in dem Tumult getötet. Tex wird von der dankbaren Bevölkerung zum neuen Emir von El Kublai gewählt und nimmt Polly zur Frau.

## Kritiken
SCVTV, der lokale TV-Sender des Santa Clarita Valley zitierte in seinem Geschichtsportal das Magazin Variety. In der Ausgabe von 26. Dezember 1928 hieß es, der Film sei einer der besten Western der letzten Zeit von überdurchschnittlicher Qualität mit Sally Blane als attraktiver Heldin. Tom Mix werde gut unterstützt, die Kulissen seien üppig.